# Polytminae
A Polytminae a madarak osztályának sarlósfecske-alakúak (Apodiformes) rendjébe és a kolibrifélék (Trochilidae) családjába tartozó alcsalád. A nemek alcsaládokba való besorolása, nem egységes.

## Rendszerezésük
Az alcsaládba az alábbi nemek tartoznak:
- Doryfera – 2 faj
- Schistes – 1 faj
- Augastes – 2 faj
- Colibri – 4 faj
- Heliactin – 1 faj
- Androdon – 1 faj
- Heliothryx – 2 faj
- Polytmus – 3 faj
- Avocettula – 1 faj
- Chrysolampis – 1 faj
- Anthracothorax – 7 faj
- Eulampis – 2 faj?